# Топчиев, Алексей Васильевич
Алексей Васильевич Топчиев (1912—1969) — советский государственный деятель. 

## Биография
В 1935 году окончил МГИ. Доктор технических наук (1962), профессор (1956).
- 1935—1957 годах — в Государственном проектно-конструкторском и экспериментальном институте угольного машиностроения: старший инженер, начальник цеха, начальник конструкторского отдела, главный инженер, директор (с 1947 года).
- 1957—1969 — заведующий кафедрой "Горные машины и комплексы" Московского горного института (сейчас – Горный институт НИТУ «МИСиС»).
- 1957—1959 — председатель Совета технико-экономической экспертизы Госплана СССР.
- 1959—1963 — заместитель председателя Госкомитета Совмина СССР по автоматизации и машиностроению.
- 1963—1965 — председатель Госкомитета при Госплане СССР — министр СССР.
- С марта 1965 года персональный пенсионер союзного значения.

Братья: Николай Васильевич (1905—1961) — начальник Главкислорода при Совете Министров СССР; Александр Васильевич (1907—1962) — академик, главный учёный секретарь АН СССР; Петр Васильевич (1915—1977), был военно-морским лётчиком, командиром минно-торпедного авиационного полка дальнего действия ВВС Северного флота, имел воинское звание полковника, в дальнейшем служил на ответственных должностях Министерства гражданской авиации. Сестра Клавдия Васильевна (1911—1984) — учёный в области катализа, декан химического факультета МГУ.

## Награды и премии
- орден Ленина
- орден Трудового Красного Знамени
- медали
- Сталинская премия третьей степени (1946) — за коренные усовершенствования открытых разработок угольных пластов, обеспечившие значительное повышение производительности труда и рост добычи угля
- Сталинская премия третьей степени (1949) — за создание врубово-погрузочных машин ВМП-1 и их внедрение на шахтах Донбасса
- Сталинская премия первой степени (1952) — за изобретение и внедрение угольного комбайна для разработки маломощных крутопадающих угольных пластов